# Michele Moro (calciatore)
Michele Moro (Olbia, 30 gennaio 1949) è un ex calciatore italiano, di ruolo centrocampista.

## Carriera
Esordisce in Serie A con la maglia del Cagliari, nella gara casalinga disputata contro l'Atalanta, gara vinta per 2-1 dai sardi. nella massima serie giocherà solo una gara. 
Con i cagliaritani Moro ha anche una esperienza nel campionato nordamericano organizzato nel 1967 dalla United Soccer Association e riconosciuto dalla FIFA, in cui i sardi giocarono nelle vesti del Chicago Mustangs, ottenendo il terzo posto nella Western Division.
Ha collezionato 32 presenze e 1 rete in Serie B, con le maglie di Catanzaro e Brindisi.